# 克維曾縣

53°44′9″N 18°55′51″E / 53.73583°N 18.93083°E
克維曾縣（波蘭語：Powiat kwidzyński），是波蘭的縣份，位於該國北部，由濱海省負責管轄，首府設於克維曾，面積835平方公里，2006年人口80,704，人口密度每平方公里97人。